# 장니

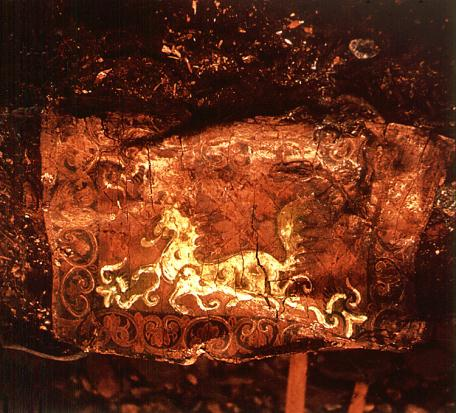
천마도. 장니에 그려졌다.

장니(障泥)란 말을 탄 사람에게 진흙이 튀지 않게 하는 안장 양쪽으로 늘어뜨린 물건이다. 말다래 또는 마첨(馬韂)이라고도 한다. 천마총에서 출토된 천마도는 장니에 그려졌다.